# Избори за Земаљски сабор Босне и Херцеговине 1910.
Избори за Земаљски сабор Босне и Херцеговине 1910. одржавали су се од 18. до 28. маја. Били су ово једини избори који су одржани на простору БиХ за вријеме аустроугарске власти. Директно су бирана 72 посланика. Постојале су три главне курије или изборне сталешке јединице, унутар којих се бирачко тијело даље дијелило према конфесији. Прву изборну курију су чинили велепосједници, високоопорезовани и факултетски образовани грађани, свештеници, те активни и пасивни државни службеници. У другој изборној курији било је становништво из градова: занатлије, трговци, ситна буржоазија итд. Трећа изборна курија се састојала од сеоског становништва. Првој изборној курији припадало је 18 мандата, а бирало их је 6.866 бирача. Другој је припадало 20 мандата и 4.725 бирача, а трећој 34 посланика на 347.573 бирача. Број мандата био је одређен и по конфесионалној припадности. Тако је најбројнијем православном становништву припадао 31 мандат, муслиманском 24, католичком 16 и јеврејском 1 посланички мандат.

## Резултати
Највише мандата на изборима је добила Српска народна организација (31), која је освојила све мандате православног становништва, затим Муслиманска народна организација (24), којој су припали сви мандати предвиђени за муслимане, те Хрватска народна заједница (12) и Хрватска католичка удруга (4), које су подијелиле мандате за припаднике католичке конфесије.